# هائو کشین
هائو کشین (انگلیسی: Hao Kexin؛ زادهٔ ۱۵ ژانویهٔ ۱۹۸۶) بازیکن هندبال اهل چین است. وی در بازی‌های المپیک تابستانی ۲۰۰۸ شرکت کرده‌است.